# WWE Cyber Sunday
WWE Cyber Sunday fue un evento anual de pago por visión producido por la empresa de lucha libre profesional World Wrestling Entertainment (WWE) en el mes de octubre. El evento contó con combates entre luchadores de las tres marcas de la WWE (RAW, ECW y SmackDown) en sus dos últimas ediciones, mientras que la del año 2006 fue exclusiva de la marca RAW. 
El concepto original del evento fue incorporado a la programación de PPVs de la WWE en el año 2004, bajo el nombre de Taboo Tuesday como el evento de fines del mes de octubre (a veces realizado los primeros días de noviembre). Sin embargo, fue solo en 2006 cuando el evento cambió de nombre a Cyber Sunday, el cual llevó hasta que fue abandonado posterior a la edición de 2008, siendo reemplazado por Bragging Rights.
Cabe destacar que la particularidad de este evento fue que todos los combates tenían algún tipo de estipulación que podía ser definida por los fanes mediante votación en línea o, en su última edición, mensaje de texto. Las estipulaciones podían ser desde algún oponente, una lucha o un tipo de lucha especial. Luego en 2011 en su honor se realizó el primer RAW "Power To The People" siendo de la misma dinámica.

## Ediciones

### Cyber Sunday (2006-2008)

#### 2006
Cyber Sunday 2006 tuvo lugar el 5 de noviembre del 2006 desde el US Bank Arena en Cincinnati, Ohio. El tema oficial fue "Game On" de Disciple.

#### Resultados
- Lucha no transmitida: Super Crazy derrotó a Rob Conway (3:26)
  - Crazy cubrió a Conway después de un "Moonsault".
- Umaga derrotó a Kane (8:39)
  - Umaga cubrió a Kane después de un "Samoan Spike".
  - Votación: Kane 49%, The Sandman 28% y Chris Benoit 23%.
- Cryme Tyme (JTG & Shad) derrotaron a The Highlanders (Robbie & Rory McAllister), Charlie Haas & Viscera y Lance Cade & Trevor Murdoch en un Texas Tornado Match (4:27)
  - JTG cubrió a Robbie después de que Cade & Murdoch aplicaran un "Sweet and Sour" en Robbie.
  - Después de la lucha, Cryme Tyme engañaron al comentarista Jerry Lawler y robaron su laptop.
  - Votación: Texas Tornado Match 50%, Tag Team Turmoil 35% y Fatal Four-Way 15%.
- Jeff Hardy derrotó a Carlito reteniendo el Campeonato Intercontinental (13:22)
  - Hardy cubrió a Carlito después de un "Swanton Bomb"
  - Votación: Carlito 62%, Shelton Benjamin 25% y Johnny Nitro 13%.
- Rated-RKO (Edge & Randy Orton) (con Lita) derrotaron a D-Generation X (Triple H & Shawn Michaels) (con Eric Bischoff como Árbitro Especial) (18:12)
  - Orton cubrió a HHH después de un "RKO" en una silla.
  - Durante la lucha, Edge le aplicó una "Spear" accidentalmente a Bischoff, teniendo a otro árbitro durante la lucha hasta que Bischoff expulsó dicho árbitro.
  - Durante la lucha, Edge atacó con una silla a Michaels mientras esté último perseguía a Bischoff, pero Bischoff no descalificó a Edge.
  - Votación: Eric Bischoff 60%, Jonathan Coachman 20% y Vince McMahon 20%.
- Lita derrotó a Mickie James en un Diva Lumberjill Match, ganando el vacante Campeonato Femenino (8:08)
  - Lita cubrió a Mickie después de un "Lita DDT" tras una distracción de Victoria quien era una de las leñadoras.
  - Este combate fue la final de un torneo por el vacante título Femenino.
  - Leñadoras: Candice Michelle, Torrie Wilson, Ashley Massaro, Jillian Hall, Layla El, Rebecca DiPietro, Ariel, Michelle McCool, Melina, Victoria, Kelly Kelly, Trinity & Kristal Marshall.
  - Votación: Diva Lumberjill Match 46%, No Disqualification Match 40% y Submission Match 14%.
- Ric Flair & Roddy Piper (con Dusty Rhodes & Sgt. Slaughter)  derrotaron a The Spirit Squad (Kenny & Mikey) (con Johnny, Nicky y Mitch) ganando el Campeonato Mundial en Parejas de la WWE (6:55)
  - Flair forzó a Mikey a rendirse con la "Figure Four Leg Lock".
  - Después de la lucha, The Spirit Squad intento atacar a Flair y Piper pero fueron detenidos por Rhodes y Slaughter.
  - Tras el altercado, Rhodes y Slaughter celebraron el triunfo de Flair y Piper.
  - Votación: Roddy Piper 46%, Dusty Rhodes 35% y Sgt. Slaughter 19%.
- King Booker (con Queen Sharmell) derrotó al Campeón de la WWE John Cena y al Campeón Mundial de la ECW The Big Show reteniendo el Campeonato Mundial Peso Pesado (21:06)
  - Booker cubrió a Cena después de golpearlo con el título mundial
  - Durante la lucha, K-Fed y Sharmell intervinieron a favor de Booker.
  - Votación: Campeonato Mundial Peso Pesado en juego 67%, Campeonato Mundial de la ECW en juego 21% y Campeonato de la WWE en juego 12%.

#### 2007
Cyber Sunday 2007 tuvo lugar 28 de octubre de 2007 desde el Verizon Center en Washington D. C. El tema oficial fue "Fast Fuse" de Kasabian. 

#### Resultados
- Dark match: Jesse & Festus derrotaron a Deuce 'N Domino (con Cherry)
  - Festus cubrió a Domino tras un "Sitout gutbuster drop".
- Rey Mysterio derrotó a Finlay en un Stretcher Match (9:41)
  - Mysterio puso a Finlay en la camilla y lo arrastró hasta la marca, ganando la lucha.
  - Durante la lucha, Mysterio agarró el shillelagh en el palo puesto en la esquina del ring.
  - Votación: Stretcher Match 40%, No DQ Match 36% y Shillelagh on a Pole Match 24%.
- CM Punk derrotó a The Miz reteniendo el Campeonato de la ECW (8:48)
  - Punk cubrió a The Miz después de una  "GTS".
  - Votación: The Miz 39%, John Morrison 33% y Big Daddy V 28%.
- Mr. Kennedy derrotó a Jeff Hardy (9:05)
  - Kennedy cubrió a Jeff con un "Roll-Up".
  - Los participantes de este combate fueron los que no fueron elegidos para enfrentarse a Randy Orton
- Kane derrotó al Campeón de los Estados Unidos Montel Vontavious Porter por cuenta fuera (6:38)
  - MVP no reingresó al ring antes del conteo de 10, perdiendo el combate.
  - Como resultado, MVP retuvo el campeonato.
  - Votación: Kane 67%, The Great Khali 24% y Mark Henry 9%.
  - La lucha era originalmente MVP vs. Matt Hardy, pero Hardy fue retirado del combate por problemas médicos.
- Shawn Michaels derrotó al Campeón de la WWE Randy Orton por descalificación (15:53)
  - Orton fue descalificado por aplicar un golpe bajo a Michaels.
  - Como resultado, Orton retuvo el campeonato.
  - Después de la lucha, Michaels aplicó un "Sweet Chin Music" a Orton.
  - Votación: Shawn Michaels 59%, Jeff Hardy 31% y Mr. Kennedy 10%.
- Triple H derrotó a Umaga en una Street Fight (17:21)
  - HHH cubrió a Umaga después de un "Pedigree".
  - Votación: Street Fight 57%, Steel Cage Match 26% y First Blood Match 17%.
- Batista derrotó a The Undertaker reteniendo el Campeonato Mundial Peso Pesado (con Stone Cold Steve Austin como Árbitro Especial) (17:22)
  - Batista cubrió a Undertaker después de dos "Batista Bombs".
  - Antes del combate, Stone Cold aplicó un "Stunner" a Foley y otro a JBL.
  - Votación: Stone Cold Steve Austin 79%, Mick Foley 11% y John "Bradshaw" Layfield 10%.

#### 2008
Cyber Sunday 2008 tuvo lugar el 26 de octubre de 2008 desde el US Airways Center en Phoenix, Arizona. El tema oficial fue "Propane Nightmares" de Pendulum. En la edición de este año, las votaciones fueron habilitadas solo por mensajes de texto para los Estados Unidos, dejando al resto del mundo sin posibilidad de elegir a su preferencia, a excepción de dos peleas que pudieron ser votadas por WWE.com.

#### Resultados
- Dark match: Shelton Benjamin derrotó a R-Truth reteniendo el Campeonato de los Estados Unidos. (5:20)
  - Benjamin cubrió a Truth después de un "Paydirt".
  - Votación: R-Truth 59%, Festus 26% y Montel Vontavious Porter 15%.
  - La lucha fue antes del evento y pudo ser vista por WWE.com 15 minutos antes del inicio del PPV.
- Rey Mysterio derrotó a Kane en un No Holds Barred Match. (10:17)
  - Mysterio cubrió a Kane después de un "619" y un "Springboard splash"
  - Votación: No Holds Barred Match 39%, Falls Count Anywhere Match 35% o Best of 3 Falls Match 26%.
- Matt Hardy derrotó a Evan Bourne reteniendo el Campeonato de la ECW. (10:23)
  - Matt cubrió a Bourne después de un "Twist of Fate"
  - Votación: Evan Bourne 69%, Finlay 26% y Mark Henry 6%
  - Después de la lucha, Hardy y Bourne se dieron un abrazo en señal de respeto.
- John Morrison & The Miz derrotaron a Cryme Tyme (JTG & Shad). (13:01)
  - Morrison cubrió a Shad después de un "Moonlight Drive".
  - Votación: John Morrison & The Miz vs. Cryme Tyme 38%, Campeones Mundiales en Parejas Cody Rhodes & Ted DiBiase vs. CM Punk & Kofi Kingston 35% y Jamie Noble & Mickie James vs. William Regal & Layla El 27%.
- The Honky Tonk Man derrotó al Campeón Intercontinental Santino Marella (con Beth Phoenix) por descalificación. (2:01)
  - Marella fue descalificado después de una interferencia de Beth Phoenix.
  - Tras el combate The Honky Tonk Man, Piper y Goldust atacaron a Marella.
  - Como consecuencia, Santino retuvo el Campeonato Intercontinental de la WWE
  - Votación: Honky Tonk Man 35%, Roddy Piper 34% y Goldust 31%,.
- The Undertaker derrotó a The Big Show en un Last Man Standing Match. (19:23)
  - Undertaker ganó cuando Big Show no pudo levantarse antes de la cuenta de 10 del árbitro después de un "Hell's Gate".
  - Votación: Last Man Standing Match 49%, I Quit Match 42% y KnockOut Match 9%.
- Triple H derrotó a Jeff Hardy reteniendo el Campeonato de la WWE. (17:35)
  - HHH cubrió a Jeff después de un "Pedigree".
  - Votación: Jeff Hardy 57%, Triple Threat (Jeff Hardy y Vladimir Kozlov) 38% y Vladimir Kozlov 5%.
- Batista derrotó a Chris Jericho ganando el Campeonato Mundial Peso Pesado. (con "Stone Cold Steve Austin" como Árbitro Especial) (14:24) 
  - Batista cubrió a Jericho después de un "Batista Bomb".
  - Durante la lucha interfirieron Shawn Michaels, John "Bradshaw" Layfield y Randy Orton
  - Votación: Stone Cold 74%, Shawn Michaels 22% y Randy Orton 4%.
  - Si Jericho perdía por descalificación o cuenta fuera, perdía el título por decisión de Austin.
  - Durante la lucha, Stone Cold le aplicó un "Stunner" a Orton.